# 琅琊镇 (金华市)
琅琊镇是中華人民共和國浙江省金华市婺城区下辖的一个镇，位于金华市西南、婺城区中部。全镇总面积98平方公里，人口1.8万。
琅琊镇辖境于1958年始设琅琊管理区，1963年改为琅琊人民公社。1983年撤消人民公社，改设琅琊乡。1985年撤乡设镇。1992年，原大岩乡并入，仍称琅琊镇。

## 行政区划
琅琊镇下辖以下地区：
琅琊徐村、杨塘下村、琅琊滕村、白沙卢村、高田塍村、泉口村、东山殿村、水碓村、南山村、马坦村、后金村、新兰村、妙康村、岳村、雅城村、徐村、新朱村、浩仁村、东畈村、上盛村、山后金村、里阳村、棠坑源村、徐杨村、新田甫村、二联村、花坞村、水竹蓬村、琅沙村和琅新村。

## 图片
- 琅琊镇主街
- 白沙堰
- 金兰水库
- 江西浦村